# وواکانگا آفریکانا
وواکانگا آفریکانا (نام علمی: Voacanga africana) نام یک گونه از تیره خرزهره‌ایان است.